# Carcharhinus
Carcharhinus, rod morskih pasa iz porodice plavetnih psina ili kučaka (Carcharhinidae) i reda kučkova (Carcharhiniformes).
Karakteristika im je da imajuj vitko, vretenasto tijelo, dužine do 4 m i izduženu gubicu. Od 35 priznatih vrsta u Jadranu su prisutne dvije vrste trupan oblokrilac
ili C. longimanus i trupan šiljokrilac ili C. plumbeus.

## Vrste
1. Carcharhinus acronotus (Poey, 1860)
2. Carcharhinus albimarginatus (Rüppell, 1837)
3. Carcharhinus altimus (Springer, 1950)
4. Carcharhinus amblyrhynchoides (Whitley, 1934)
5. Carcharhinus amblyrhynchos (Bleeker, 1856)
6. Carcharhinus amboinensis (Müller & Henle, 1839)
7. Carcharhinus borneensis (Bleeker, 1858)
8. Carcharhinus brachyurus (Günther, 1870)
9. Carcharhinus brevipinna (Müller & Henle, 1839)
10. Carcharhinus cautus (Whitley, 1945)
11. Carcharhinus cerdale Gilbert, 1898
12. Carcharhinus coatesi (Whitley, 1939)
13. Carcharhinus dussumieri (Müller & Henle, 1839)
14. Carcharhinus falciformis (Müller & Henle, 1839)
15. Carcharhinus fitzroyensis (Whitley, 1943)
16. Carcharhinus galapagensis (Snodgrass & Heller, 1905)
17. Carcharhinus hemiodon (Müller & Henle, 1839)
18. Carcharhinus humani White & Weigmann, 2014
19. Carcharhinus isodon (Müller & Henle, 1839)
20. Carcharhinus leiodon Garrick, 1985
21. Carcharhinus leucas (Müller & Henle, 1839)
22. Carcharhinus limbatus (Müller & Henle, 1839)
23. Carcharhinus longimanus (Poey, 1861)
24. Carcharhinus macloti (Müller & Henle, 1839)
25. Carcharhinus macrops Liu, 1983
26. Carcharhinus melanopterus (Quoy & Gaimard, 1824)
27. Carcharhinus obscurus (Lesueur, 1818)
28. Carcharhinus perezii (Poey, 1876)
29. Carcharhinus plumbeus (Nardo, 1827)
30. Carcharhinus porosus (Ranzani, 1839)
31. Carcharhinus sealei (Pietschmann, 1913)
32. Carcharhinus signatus (Poey, 1868)
33. Carcharhinus sorrah (Müller & Henle, 1839)
34. Carcharhinus tilstoni (Whitley, 1950)
35. Carcharhinus tjutjot (Bleeker, 1852)